# Adolf Eugen Fick
Adolf Eugen Fick (ur. 3 września 1829 w Kassel, zm. 21 sierpnia 1901 w Blankenberge) – niemiecki fizjolog, profesor na Uniwersytecie w Zurychu i Würzburgu.  Sformułował prawa Ficka. Był działaczem Ligi Pangermańskiej.
Jego bratem był anatom Franz Ludwig Fick (1813-1858). 27 sierpnia 1851 obronił doktorat w Marburgu. W latach 1855–1861 profesor nadzwyczajny anatomicznych i fizjologicznych nauk pomocniczych, 1862 profesor zwyczajny fizjologii w Zurychu; 1868 profesor zwyczajny fizjologii w Instytucie Fizjologicznym Uniwersytetu w Würzburgu, w 1899 przeszedł na emeryturę.
Jego bratanek (o tym samym imieniu!) wynalazł soczewkę kontaktową.
Synowie Adolfa ufundowali przyznawaną co 5 lat nagrodę Adolf-Fick-Preis:
- 1929 Hermann Rein
- 1935 Hans Spemann
- 1939 Karl Lohmann
- 1944 Hans Schaefer
- 1949 Carl Martius
- 1954 Herbert Hensel
- 1959 Robert Stämpfli
- 1964 Martin Klingenberg
- 1969 Gerhard Thews
- 1974 Johann Caspar Rüegg
- 1979 Ute Gröschel-Stewart
- 1984 Erwin Neher i Bert Sakmann
- 1988? Rainer Greger
- 1994 Heini Murer
- 1999 Arthur Konnerth
- 2004 Thomas Jentsch
- 2009 Peter Jonas